# 蓮月焼

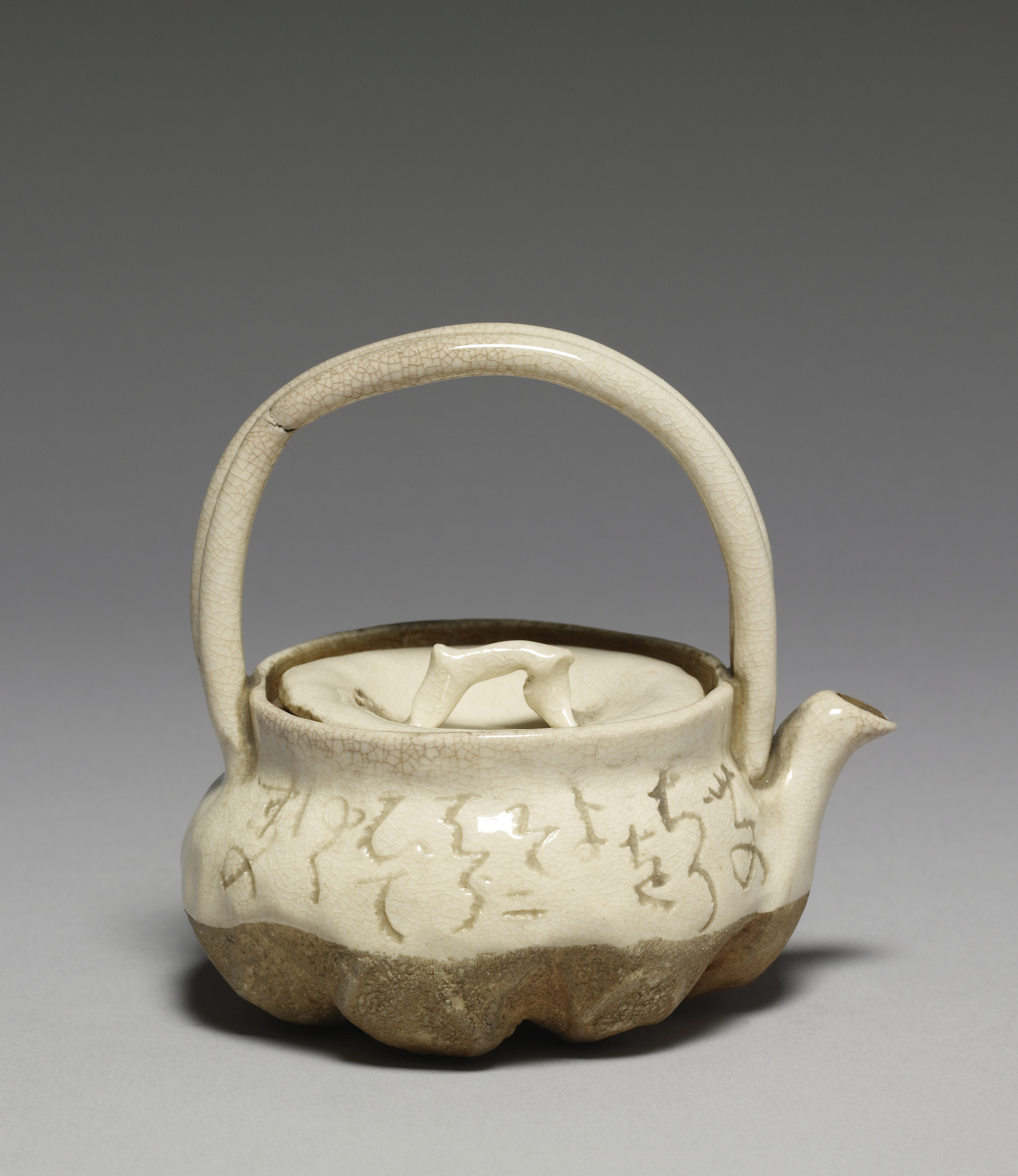
1878年パリ万国博覧会出品、ウォルターズ美術館所蔵

蓮月焼（れんげつやき）は江戸時代後期の尼僧、大田垣蓮月が自詠の和歌を釘掘りで刻んだ陶器。

## 概要
1832年（天保3年）、大田垣蓮月は養父・光古（西心）と死別した後、知恩院真葛庵から岡崎村へ移り、生活の糧として焼き物作りを始めた。蓮月は焼き物作りを始めるようになって、岡崎から聖護院、北白川という洛東の地に居を構えたが、一所にとどまらず、生涯に三十数回もの引っ越しを重ねたため、「屋越蓮月」と呼ばれるほどであった。
蓮月焼の特徴は、自詠の和歌で製品を飾ったこと、煎茶器関係が多いこと、てづくねや型を用いて作陶したこと、洛東の粘土を用いたこと、無釉薬と施釉薬の作品があること、蓮月以外の作者の製品があること、焼成は三条粟田口焼・五条清水焼・黒田光良に依頼したことである。
蓮月焼は早くから贋作が多いことで知られる一方で、蓮月が関与しつつ蓮月以外の人物が制作した作品が存在する。具体的には農婦の吉田安や二代目蓮月を名乗った黒田光良の存在が知られており、中でも黒田光良の作品は蓮月作とされる作品の相当数に紛れ込んでいると指摘される。蓮月焼を模倣した作品も存在する。贋作関連の逸話として、蓮月は「わたしの贋作で人が食べられるのなら」とかえって喜び、自ら贋作に自詠和歌を刻み、時には本物を贋作業者に無料で与えて売らせたという逸話がある。